# Famille Callergis

Drapeau des frères Callergis.

La famille Callergis ou Kallergis (grec moderne : Καλλέργης) est une famille aristocratique crétoise, réputée descendante de l'empereur byzantin Nikephoros II Phokas,,.

## Membres notables
- Dimítrios Kallérgis (1803-1867), militaire et homme politique grec ;
- Maria Kalergis (1822-1874), née Maria Nesselrode, pianiste et mécène polonaise
- Mitsuko de Coudenhove-Kalergi (1874-1941), comtesse autrichienne d'origine japonaise
- Richard Coudenhove-Kalergi (1894-1972), historien et homme politique austro-nippo-français
- Zacharie Kalliergis (fin XVe siècle-début XVIe siècle)